# Лукомец, Вячеслав Михайлович
Вячеслав Михайлович Лукомец (род. 16 мая 1966, станица Челбасская Каневского района Краснодарского края.) — российский учёный, специалист в области селекции и семеноводства сельскохозяйственных культур, академик РАСХН (2012), академик РАН (2013).

## Биография
Окончил Кубанский СХИ (1988).
Старший лаборант (1988—1989), младший научный сотрудник (1989—1990), научный сотрудник(1990—1995), старший научный сотрудник (1995—1998) Краснодарского НИИ сельского хозяйства им. П. П. Лукьяненко.
В 1998—2002 директор Северокубанской сельскохозяйственной опытной станции. В 2002—2015 директор ФГБНУ «Всероссийский НИИ масличных культур им. В. С. Пустовойта». С 2015 там же в должности научного руководителя.
С августа 2015 по декабрь 2016 г. ректор Российского государственного аграрного университета — МСХА им. К. А. Тимирязева.
Специалист в области селекции и семеноводства сельскохозяйственных культур, возделывании сои.
Доктор сельскохозяйственных наук (2004), профессор (2006), академик РАСХН (2012), академик РАН (2013).
Соавтор 20 сортов и гибридов зерновых и масличных культур.
Автор и соавтор более 200 научных трудов, в том числе 11 монографий и 25 рекомендаций. Получил 13 авторских свидетельств на изобретения, 11 патентов на сорта и гибриды, 6 патентов на изобретения и 3 патента на полезные модели.
Книги:
- Новые адаптивные энерго- и почвосберегающие технологии возделывания озимой пшеницы и кукурузы в Краснодарском крае / соавт.: П. Н. Рыбалкин и др. — Краснодар, 2002. — 103 с.
- Соя. Биология и технология возделывания / соавт. В. Ф. Баранов. — Краснодар, 2005. — 433 с.
- Научное обеспечение производства масличных культур в России / ГНУ Всерос. НИИ маслич. культур им. В. С. Пустовойта. — Краснодар, 2006. — 100 с.
- Соя на Кубани / соавт.: В. Ф. Баранов, А. В. Кочегура; ГНУ Всерос. НИИ маслич. культур им. В. С. Пустовойта. — Краснодар, 2009. — 321 с.
- Адаптивные технологии возделывания масличных культур в южном регионе России / ГНУ Всерос. НИИ маслич. культур им. В. С. Пустовойта. — Краснодар, 2010. — 159 с.
- Методика проведения полевых агротехнических опытов с масличными культурами / соавт.: Н. М. Тишков и др.; ГНУ Всерос. НИИ маслич. культур им. В. С. Пустовойта. — Краснодар, 2010. — 327 с.
- Адаптивные технологии возделывания масличных культур / соавт.: С. В. Гаркуша и др.; ГНУ Всерос. НИИ маслич. культур им. В. С. Пустовойта. — Краснодар, 2011. — 182 с.
- Соя: химический состав и использование / соавт. В. С. Петибская; ГНУ Всерос. НИИ маслич. культр им. В. С. Пустовойта.- Майкоп: Полиграф-ЮГ, 2012. — 431 с.
- Соя в России — действительность и возможность / соавт.: А. В. Кочегура и др.; ГНУ Всерос. НИИ маслич. культур им. В. С. Пустовойта.- Краснодар, 2013. — 99 с.
- Система земледелия Краснодарского края на агроландшафтной основе. — Краснодар, 2015. — 352 с.
- Эфиромасличные культуры / соавт.: К. М. Кривошлыков и др.; ФГБНУ «Всерос. НИИ маслич. культур им. В. С. Пустовойта». — Краснодар: Просвещение-Юг, 2017. — 294 с.

Награждён медалью ордена «За заслуги перед Отечеством» II степени (2013).